# NGC 1944
NGC 1944 је расејано звездано јато у сазвежђу Трпеза које се налази на NGC листи објеката дубоког неба.
Деклинација објекта је - 72° 29' 40" а ректасцензија 5h 21m 57,4s. Привидна величина (магнитуда) објекта NGC 1944 износи 11,8 а фотографска магнитуда 12,1. NGC 1944 је још познат и под ознакама ESO 33-SC17.